# Dehausen
Dehausen ist ein Ortsteil der Stadt Diemelstadt im nordhessischen Landkreis Waldeck-Frankenberg.

## Geografische Lage
Das Haufendorf liegt im Süden der Gemeinde Diemelstadt. Der Bach Welda entwässert ab Dehausen die Rhoder Senken nach Süden zur Twiste. Am Ortsrand verläuft die Landesstraße 3081.

## Geschichte

### Ortsgeschichte
Die älteste bekannte schriftliche Erwähnung von Dehausen erfolgte unter dem Namen Theshusun im Traditiones Corbeienses, einem Güterverzeichnis des Klosters Corvey, und wird in die Zeit 973–975 datiert.
Hessische Gebietsreform (1970–1977)
Am 31. Dezember 1970 wurde die bis dahin selbständige Gemeinde Dehausen im Zuge der Gebietsreform in Hessen auf freiwilliger Basis in die Stadt Diemelstadt eingegliedert.
Für Dehausen, wie für alle durch die Gebietsreform nach Diemelstadt eingegliederten Gemeinden, wurde ein Ortsbezirk mit Ortsbeirat und Ortsvorsteher nach der Hessischen Gemeindeordnung eingerichtet.

### Verwaltungsgeschichte im Überblick
Die folgende Liste zeigt die Staaten bzw. Herrschaftsgebiete und deren untergeordnete Verwaltungseinheiten, in denen Dehausen lag:
- vor 1712: Heiliges Römisches Reich, Grafschaft Waldeck, Amt Rhoden
- ab 1712: Heiliges Römisches Reich, Fürstentum Waldeck, Amt Rhoden
- ab 1807: Fürstentum Waldeck, Amt Rhoden
- ab 1815: Fürstentum Waldeck, Oberamt der Diemel (Sitz in Arolsen)
- ab 1816: Fürstentum Waldeck, Oberjustizamt der Diemel (Sitz in Rhoden)
- ab 1850: Fürstentum Waldeck-Pyrmont (seit 1849), Kreis der Twiste (Sitz bis 1857 in Mengeringhausen, dann in Arolsen)[Anm. 1]
- ab 1867: Fürstentum Waldeck-Pyrmont (Akzessionsvertrag mit Preußen), Kreis der Twiste
- ab 1871: Deutsches Reich, Fürstentum Waldeck-Pyrmont, Kreis der Twiste
- ab 1919: Deutsches Reich, Freistaat Waldeck-Pyrmont, Kreis der Twiste
- ab 1929: Deutsches Reich, Freistaat Preußen, Provinz Hessen-Nassau, Regierungsbezirk Kassel, Kreis der Twiste
- ab 1942: Deutsches Reich, Freistaat Preußen, Provinz Hessen-Nassau, Regierungsbezirk Kassel, Landkreis Waldeck
- ab 1944: Deutsches Reich, Freistaat Preußen, Provinz Kurhessen, Regierungsbezirk Kassel, Landkreis Waldeck
- ab 1945: Amerikanische Besatzungszone, Groß-Hessen, Regierungsbezirk Kassel, Landkreis Waldeck
- ab 1946: Amerikanische Besatzungszone, Land Hessen, Regierungsbezirk Kassel, Landkreis Waldeck
- ab 1949: Bundesrepublik Deutschland, Land Hessen, Regierungsbezirk Kassel, Landkreis Waldeck
- ab 1971: Bundesrepublik Deutschland, Land Hessen, Regierungsbezirk Kassel, Landkreis Waldeck, Stadt Diemelstadt[Anm. 2]
- ab 1974: Bundesrepublik Deutschland, Land Hessen, Regierungsbezirk Kassel, Landkreis Waldeck-Frankenberg, Stadt Diemelstadt

### Bevölkerung
Einwohnerstruktur 2011
Nach den Erhebungen des Zensus 2011 lebten am Stichtag dem 9. Mai 2011 in Dehausen 99 Einwohner. Darunter waren keine Ausländer.
Nach dem Lebensalter waren 15 Einwohner unter 18 Jahren, 40 waren zwischen 18 und 49, 15 zwischen 50 und 64 und 30 Einwohner waren älter.
Die Einwohner lebten in 42 Haushalten. Davon waren 15 Singlehaushalte, 9 Paare ohne Kinder und 15 Paare mit Kindern, sowie 3 Alleinerziehende und keine Wohngemeinschaften. In 9 Haushalten lebten ausschließlich Senioren und in 21 Haushaltungen leben keine Senioren.
Einwohnerentwicklung
 Quelle: Historisches Ortslexikon
- 1541: 08 Häuser
- 1620: 13 Häuser
- 1650: 09 Häuser
- 1738: 20 Häuser
- 1770: 22 Häuser, 118 Einwohner

| Dehausen: Einwohnerzahlen von 1770 bis 2020 | Dehausen: Einwohnerzahlen von 1770 bis 2020 | Dehausen: Einwohnerzahlen von 1770 bis 2020 | Dehausen: Einwohnerzahlen von 1770 bis 2020 | Dehausen: Einwohnerzahlen von 1770 bis 2020 |
| --- | ------------------------------------------- | ------------------------------------------- | ------------------------------------------- | ------------------------------------------- |
| Jahr |                                             |                                             |                                             | Einwohner                                   |
| 1770 | 1770                                        |                                             | 118                                         | 118                                         |
| 1800 | 1800                                        |                                             | ?                                           | ?                                           |
| 1834 | 1834                                        |                                             | 222                                         | 222                                         |
| 1840 | 1840                                        |                                             | 212                                         | 212                                         |
| 1846 | 1846                                        |                                             | 216                                         | 216                                         |
| 1852 | 1852                                        |                                             | 249                                         | 249                                         |
| 1858 | 1858                                        |                                             | 214                                         | 214                                         |
| 1864 | 1864                                        |                                             | 211                                         | 211                                         |
| 1871 | 1871                                        |                                             | 165                                         | 165                                         |
| 1875 | 1875                                        |                                             | 187                                         | 187                                         |
| 1885 | 1885                                        |                                             | 175                                         | 175                                         |
| 1895 | 1895                                        |                                             | 158                                         | 158                                         |
| 1905 | 1905                                        |                                             | 160                                         | 160                                         |
| 1910 | 1910                                        |                                             | 154                                         | 154                                         |
| 1925 | 1925                                        |                                             | 139                                         | 139                                         |
| 1939 | 1939                                        |                                             | 146                                         | 146                                         |
| 1946 | 1946                                        |                                             | 224                                         | 224                                         |
| 1950 | 1950                                        |                                             | 205                                         | 205                                         |
| 1956 | 1956                                        |                                             | 167                                         | 167                                         |
| 1961 | 1961                                        |                                             | 154                                         | 154                                         |
| 1967 | 1967                                        |                                             | 132                                         | 132                                         |
| 1980 | 1980                                        |                                             | ?                                           | ?                                           |
| 1990 | 1990                                        |                                             | ?                                           | ?                                           |
| 2000 | 2000                                        |                                             | ?                                           | ?                                           |
| 2011 | 2011                                        |                                             | 99                                          | 99                                          |
| 2020 | 2020                                        |                                             | 95                                          | 95                                          |
| Datenquelle: Historisches Gemeindeverzeichnis für Hessen: Die Bevölkerung der Gemeinden 1834 bis 1967. Wiesbaden: Hessisches Statistisches Landesamt, 1968. Weitere Quellen: LAGIS; Zensus 2011 |                                             |                                             |                                             |                                             |

Religionszugehörigkeit
| • 1885: | 157 evangelische (= 99,37 %), ein katholischer (= 0,63 %) Einwohner |
| • 1961: | 143 evangelische (= 92,66 %), 10 katholische (= 6,49 %) Einwohner   |

## Sehenswürdigkeiten
- In Dehausen gibt es keltische Hügelgräber.
- Seit 1985 hat dort der Kreisluftsportverband Waldeck das Segelfluggelände Dehausen.